# Lithosticta macra
Lithosticta macra – gatunek ważki z rodziny Isostictidae; jedyny przedstawiciel rodzaju Lithosticta. Endemit północnej Australii; stwierdzony wyłącznie w północnej części Terytorium Północnego.